# Soul Renaissance
『Soul Renaissance』（ソウル ルネッサンス）は、ゴスペラーズのメジャーデビュー後15枚目のオリジナルアルバム。販売元はキューンミュージック。

## 概要
- オリジナルアルバムとしては、北山陽一の病気療養を挟んで2年6ヶ月ぶりとなるリリース。
- シングル曲「Dream Girl」「GOSWING/Recycle Love」「Fly me to the disco ball」を収録している。
- 15年ぶりにRHYMESTERが楽曲参加している。
- 2000年に発売したアルバム「Soul Serenade」以来の、ゴスペラーズの音楽的原点となっているソウルミュージック・R&Bを再度意識したアルバムとなっている。

## 収録曲
1. イントロ'17 [0:34]
作詞・作曲：北山陽一、村上てつや
2. GOSWING [4:29]
作詞：山田ひろし、村上てつや／作曲：村上てつや／編曲：平田祥一郎
3. Dream Girl [4:56]
作詞：TIGER／作曲・編曲：平田祥一郎
4. All night & every night [5:22]
作詩・作曲：黒沢薫、酒井雄二、安岡優／編曲：平田祥一郎
5. Hide and Seek feat. RHYMESTER [4:23]
作詞：AILI、黒沢薫、宇多丸、Mummy-D／作曲：AILI、黒沢薫／編曲：AILI
6. Recycle Love [4:39]
作詞・作曲・編曲：酒井雄二
7. 暁 [4:15]
作詞：山田ひろし／作曲：黒沢薫、伊原“anikki”広志／編曲：野崎良太
8. インター’17 [1:26]
作詞・作曲：北山陽一、村上てつや
9. Deja Vu [5:28]
作詞・作曲：森大輔、岡田健次良／編曲：森大輔
10. Silent Blue [5:46]
作詩・作曲：北山陽一、黒沢薫、安岡優／編曲：宇佐美秀文、北山陽一
11. Let it shine [4:12]
作詩：安岡優／作曲・編曲：堀向彦輝
  - 海外ドラマ『タイムレス』エンディングテーマ[1][2]。
12. angel tree [4:36]
作詞：MIZUE／作曲：北山陽一／編曲：堀向彦輝
  - 森永製菓「小枝」45周年企画コラボレーションソング[3]
13. Liquid Sky [3:59]
作詞：TIGER／作曲：森大輔、岡田健次良／編曲：森大輔
14. Fly me to the disco ball [4:14]
作詞：酒井雄二／作曲：酒井雄二、平田祥一郎／編曲：平田祥一郎